# Collegiata di San Cassiano
Die Collegiata di San Cassiano ist die römisch-katholische Pfarrkirche von San Casciano in Val di Pesa.

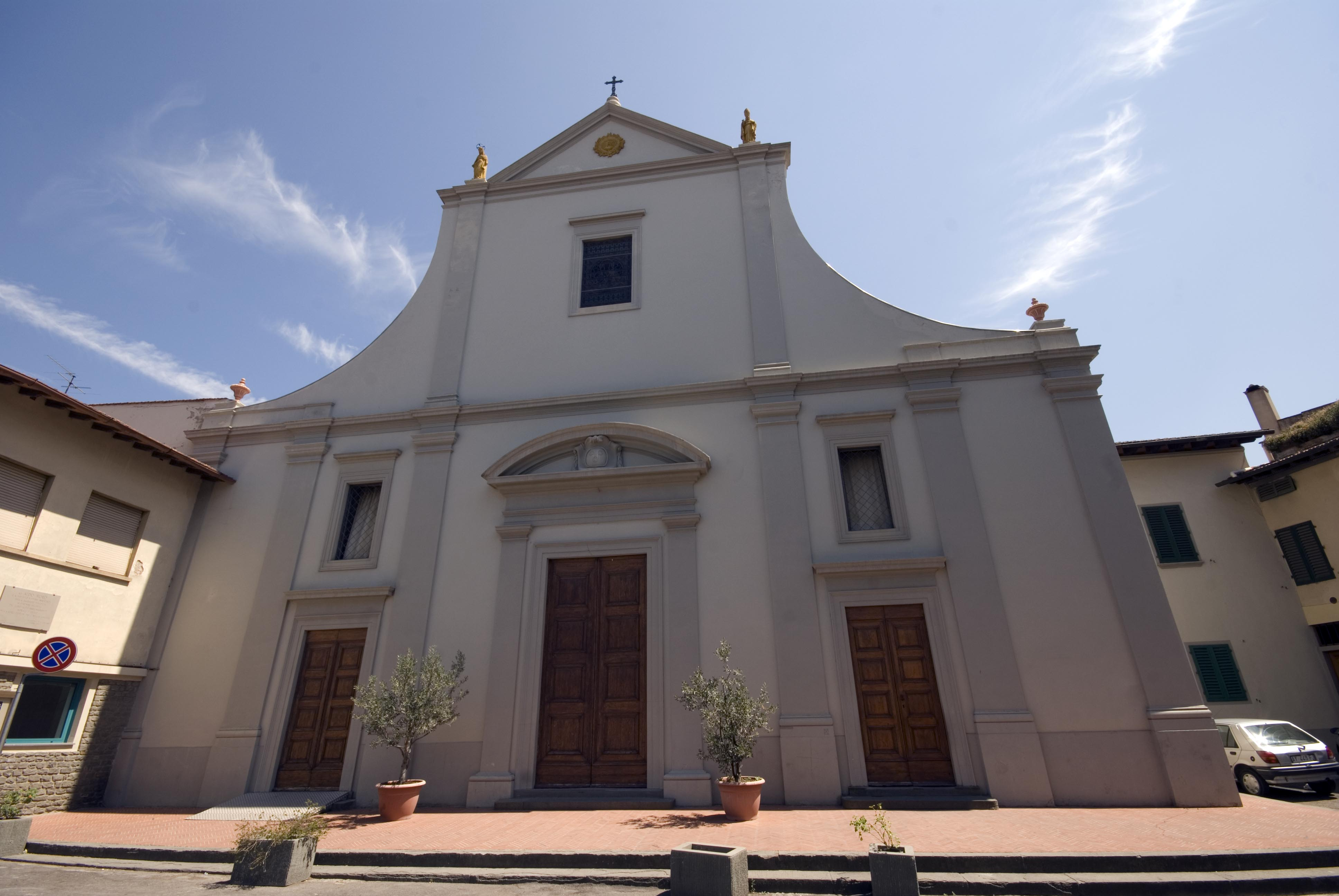
Fassade

## Geschichte
Die Kirche befindet sich auf dem Gipfel eines Hügels, der die Wasserscheide zwischen dem Greve- und dem Pesa-Tal bildet.
Seit der Römerzeit kreuzten sich hier die Strada Regia Romana, die von Florenz nach Siena und weiter nach Rom führte, und die Straße, die von der Arnoebene in die Chianti-Region oder nach Volterra führte. Die antike Kirche, die dem heiligen Kassian geweiht war, unterstand der nahe gelegenen Pieve di Santa Cecilia a Decimo und stammte aus dem 12. Jahrhundert. Sie war im romanischen Stil gehalten und vermutlich einschiffig.
Ihre Geschichte ist eng mit der von San Casciano verbunden. Je mehr letztere wuchs, desto mehr gewann die Kirche an Bedeutung. Im Jahr 1487 wurde sie zur Propositura erhoben und von der Pieve di Decimo abgetrennt. Später, im Jahr 1686, erhielt sie dank der Mittel der Familie Lucardesi den Titel einer Collegiata – die einzige südlich der Provinz Florenz neben der von Empoli. Trotz ihrer zunehmenden Bedeutung war die Kirche am Ende des 18. Jahrhunderts in einem so baufälligen Zustand, dass das Domkapitel beschloss, sie neu zu errichten.
Die Arbeiten begannen im Jahr 1793 und wurden im damals modernen Stil des Neoklassizismus ausgeführt.
Der Architekt Lorenzo Pozzolini hatte sich vor allem als Erbauer von Theatern, wie denen in Anghiari und Fucecchio, einen Namen gemacht. Da nur wenig Platz zur Verfügung stand, beschloss man, das links von der Kirche stehende Oratorium der Santissima Annunziata abzureißen.
Aufgrund der enormen Kosten war es jedoch nicht möglich, einen neuen Glockenturm zu errichten. Wie bei der vorherigen Konstruktion blieb dieser klein und unproportioniert. Im Jahr 1895 wurde der Glockenturm bei einem Erdbeben schwer beschädigt. Bis 1997 war er mit Latten und Ketten gesichert, um seine Stabilität zu gewährleisten.
1997 wurde er vollständig restauriert, um einige Meter erhöht und für die Kirche adaptiert.

## Beschreibung

### Fassade

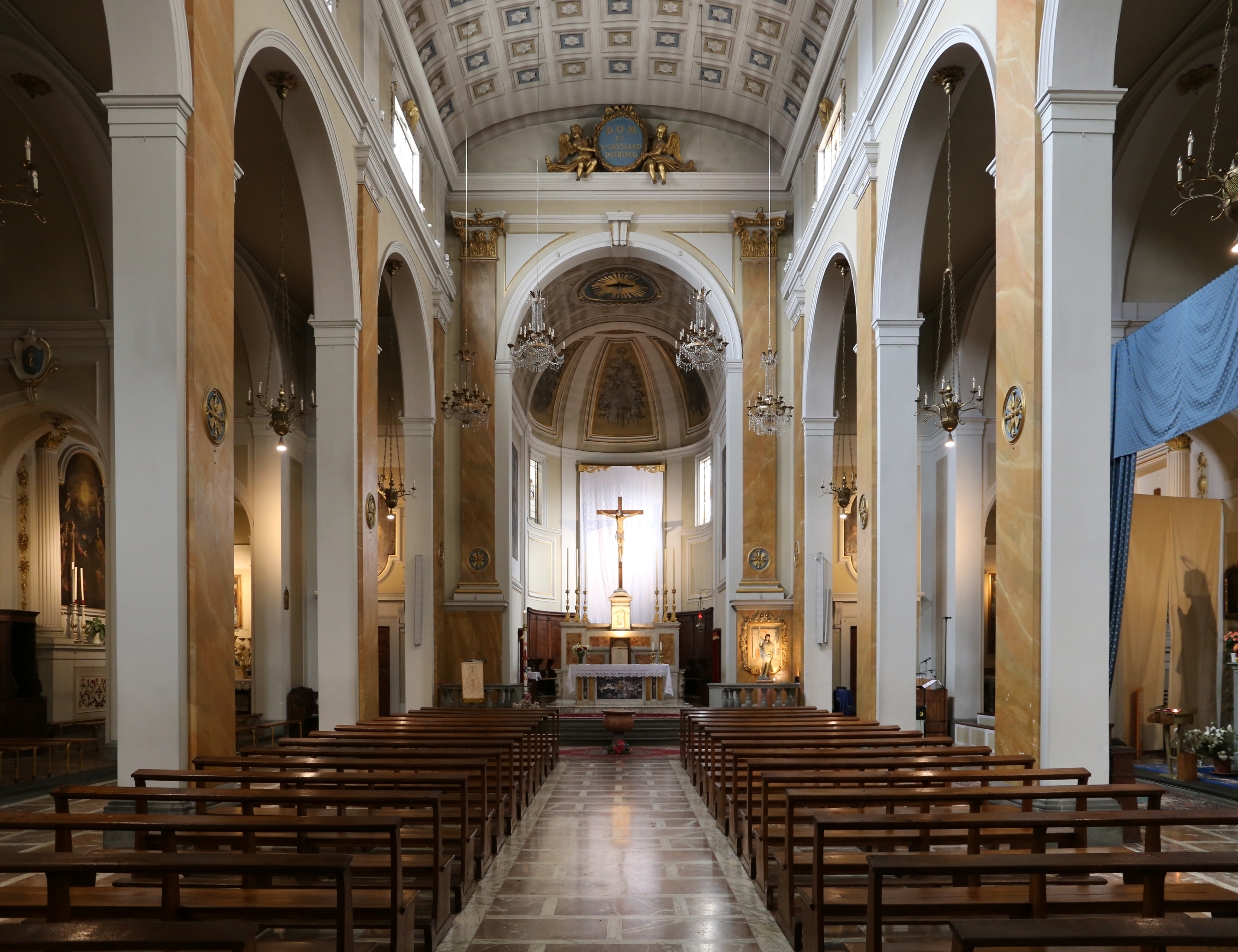
Innenansicht

Die Fassade ist ein eindrucksvolles Beispiel neoklassizistischer Kunst. Sie zeichnet sich durch Lisene und Gesimse aus, welche den durch das zentrale Fenster und die drei Eingangsportale markierten Raum gestalten.
Bei der Renovierung des Gebäudes im Jahr 1966 wurden zudem die beiden Seitenfenster geöffnet.
Die Fassade wird durch ein Tympanon abgeschlossen, auf dem zu Beginn des 20. Jahrhunderts einige Terrakottastatuen aus Impruneta aufgestellt wurden.

### Innenraum
Der geräumige und helle Innenraum im Basilikastil ist fünfschiffig. Die beiden äußersten Schiffe waren ursprünglich Seitenkapellen. Die Umwandlung von drei in fünf Schiffe erfolgte im Jahr 1966, als mit Restaurierungsarbeiten begonnen wurde, um das Gebäude an die nach dem Zweiten Vatikanischen Konzil erlassenen liturgischen Vorschriften anzupassen.
Dabei wurde der große Altar aus dem 18. Jahrhundert aus dem Presbyterium entfernt und durch die heutige, schlichte Mensa, die den Gläubigen zugewandt ist, ersetzt. Das Ziborium wurde aus dem Marmor des alten Altars gebaut. Die Balustraden und Altäre der Seitenkapellen wurden entfernt, sodass der um zwei Seitenschiffe vergrößerte Raum den Gläubigen zur Verfügung steht. Der Fußboden, der aus schwarzen und weißen Rauten bestand, wurde mit rosafarbenem Marmor ausgelegt, der von weißen Marmorrahmen eingefasst ist.
Über der Eingangstür befindet sich der geschnitzte hölzerne Chor, in dem sich die Überreste der Orgel befinden. Diese wurde Ende des 19. Jahrhunderts von Agati-Tronci unter Wiederverwendung des Materials eines früheren Instruments gebaut, das von 1819 bis 1821 von Filippo Tronci errichtet wurde.

### Kapellen

#### Rechtes Seitenschiff
Erste Kapelle

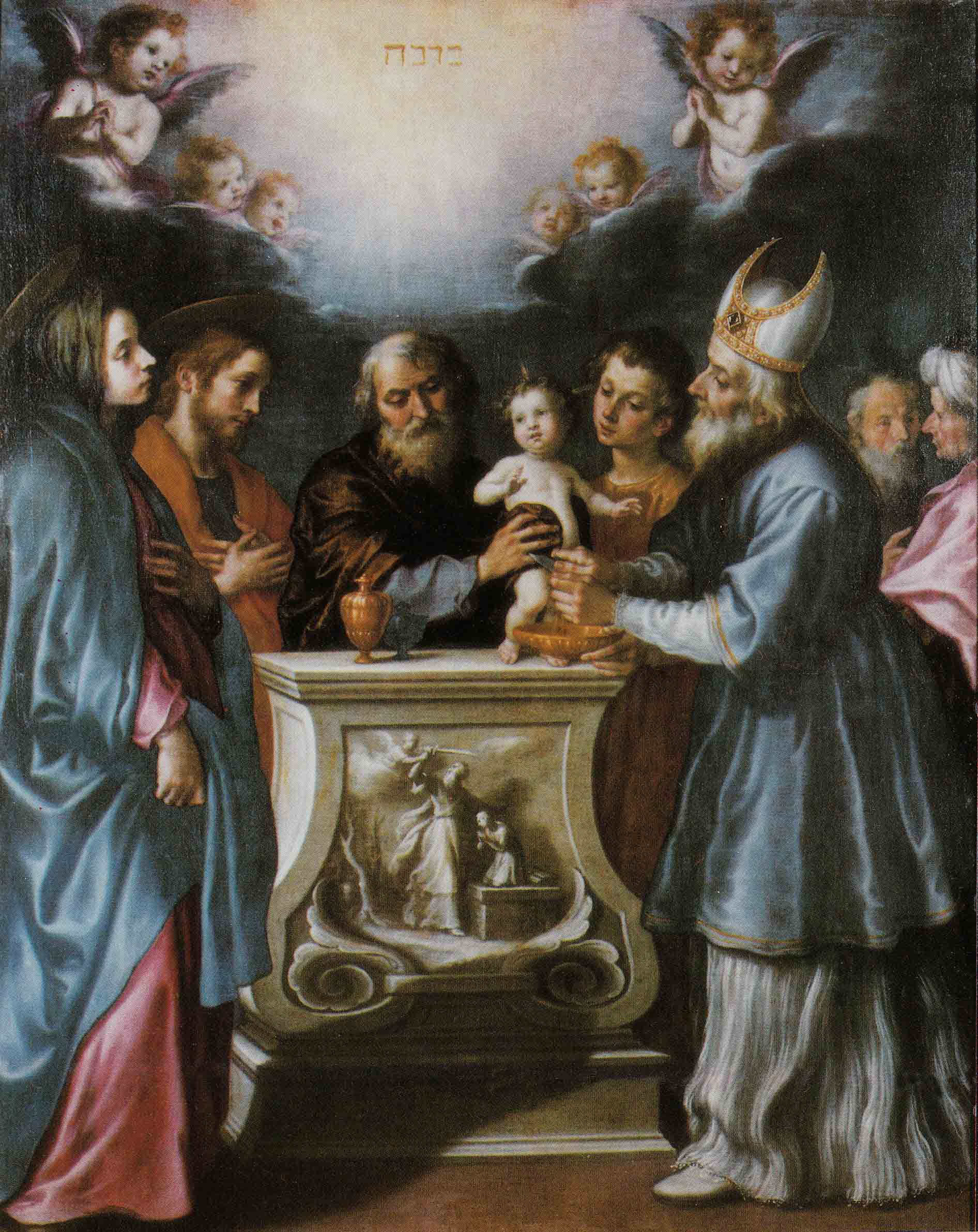
Beschneidung Jesu, Francesco Curradi

In der ersten Kapelle auf der rechten Seite nach dem Eingang steht das Taufbecken. In der oberen Lünette ist ein Fresko aus dem späten 14. Jahrhundert zu sehen, das ursprünglich das Portal der alten Kirche schmückte. Darauf ist die Stillende Gottesmutter, zwischen den Heiligen Johannes dem Täufer und Stephanus dargestellt.
Zweite Kapelle
Sie ist dem Heiligen Karl Borromäus gewidmet. Am Altar befindet sich ein Gemälde des Heiligen Karl, das 1617 aus der Kirche Sant’Andrea in Fabbrica stammt.
Dritte Kapelle
Sie ist dem heiligen Kassian von Imola geweiht und beherbergt in einem Reliquienschrein die Reliquien des Heiligen: einen Kiefer- und einen Oberschenkelknochen. Der Reliquienschrein hat die Form einer Monstranz. Deren Sockel besteht aus einem silbernen Kerzenständer aus dem Jahr 1706, der Aufsatz stammt aus dem Jahr 1853.
Vierte Kapelle
In der Kapelle des Kruzifixes befindet sich ein Kruzifix aus der Schule von Baccio da Montelupo. Der Überlieferung nach stammt das Werk aus dem Oratorium Santi Antonio e Giuliano, das der Compagnia dei Battilani gehörte. Deren Sitz befand sich in der Nähe der Kirche Misericordia.
Kopf des Kirchenschiffs
Am Ende des Kirchenschiffs befinden sich zwei Werke: die Beschneidung Jesu von Francesco Curradi aus dem Jahr 1605 sowie ein Gemälde aus dem frühen 18. Jahrhundert, das die Nächstenliebe darstellt und sich an der Tür zum Campanile befindet.

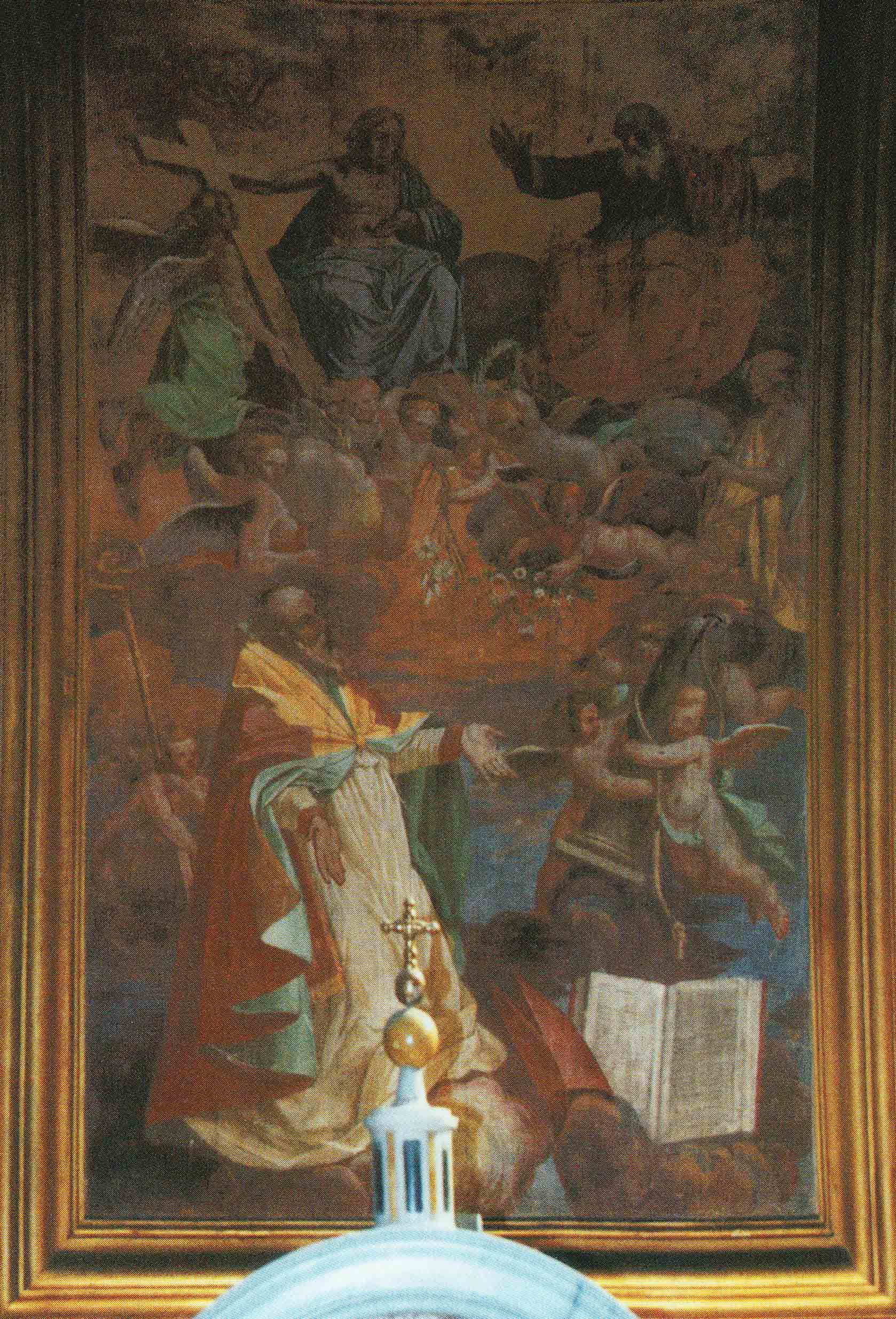
Glorie des Hl.Cassiano, Luigi Pistocchi

#### Hochaltar
Hier befindet sich das wichtigste Werk der Kirche. Es ist das hölzerne Kruzifix von Baccio da Montelupo. Das Kruzifix stammt aus einer Privatvilla in Romola und wurde 1948 gestiftet.
Die Apsis wird von einem Fresko beherrscht, das die Glorie des Heiligen Kassian zeigt. Das Werk ist signiert und datiert: Luigi Pistocchi aus Faenza, 1797.

#### Linkes Seitenschiff
Erste Kapelle
In der ersten Kapelle nach dem Eingang befindet sich eine Pietà aus dem 19. Jahrhundert, die vor Ort besonders verehrt wird.
Zweite Kapelle
Hier befindet sich ein Gemälde aus dem 17. Jahrhundert, das die Heilige Familie mit dem Hl. Johannes dem Täufer darstellt.
Dritte Kapelle

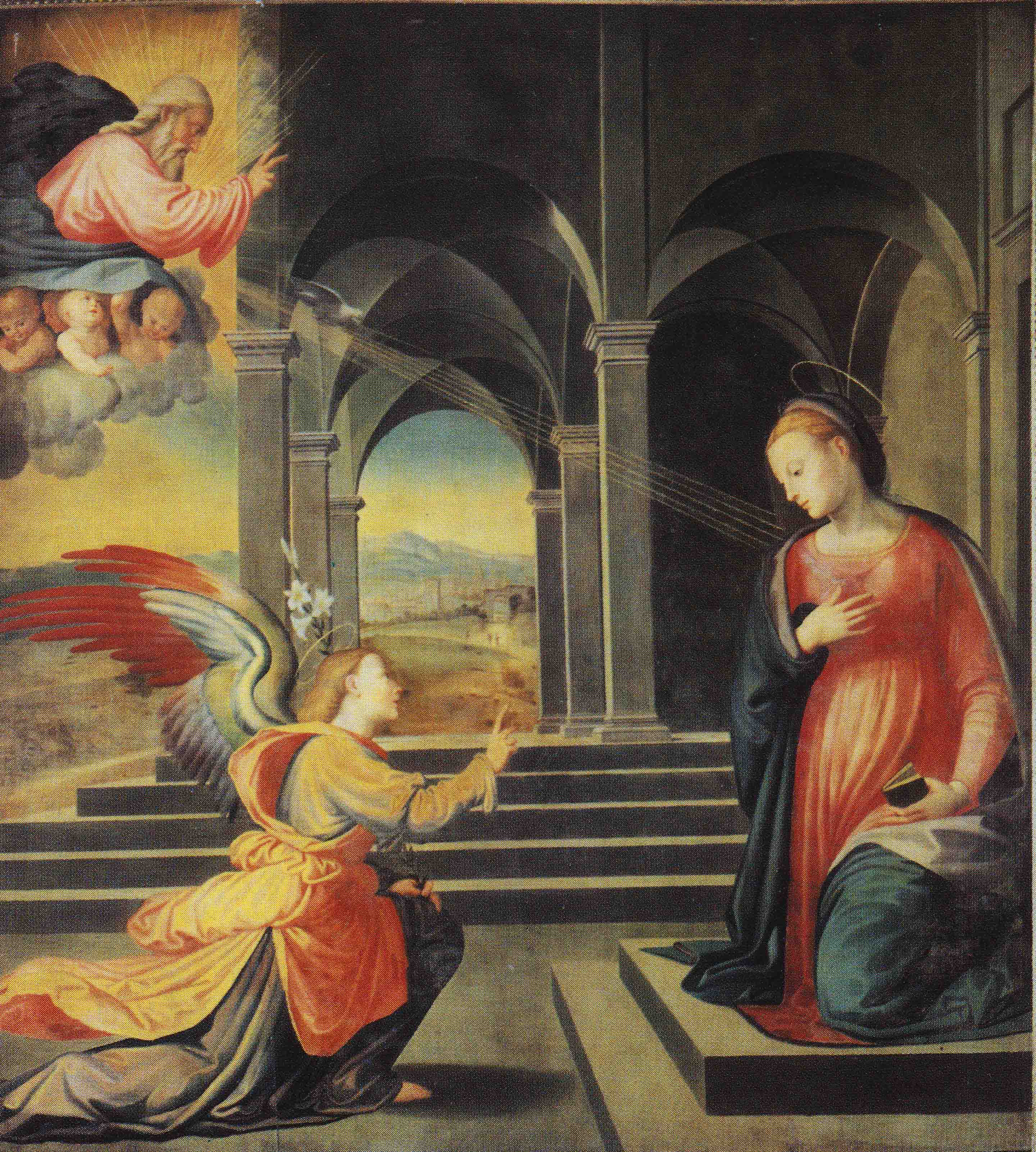
Verkündigung von Fra Paolino da Pistoia

In der sogenannten Madonnenkapelle befindet sich ein Tafelbild von Fra Paolino da Pistoia aus dem 16. Jahrhundert, das die Verkündigung darstellt. Bis 1796 befand sich das Gemälde auf dem Hochaltar des Oratoriums der Annunziata, das sich einst neben der Collegiata befand. Das Gemälde zeigt ein Panorama von Florenz, wie es zu jener Zeit von San Casciano aus gesehen ausgesehen haben muss.
Vierte Kapelle

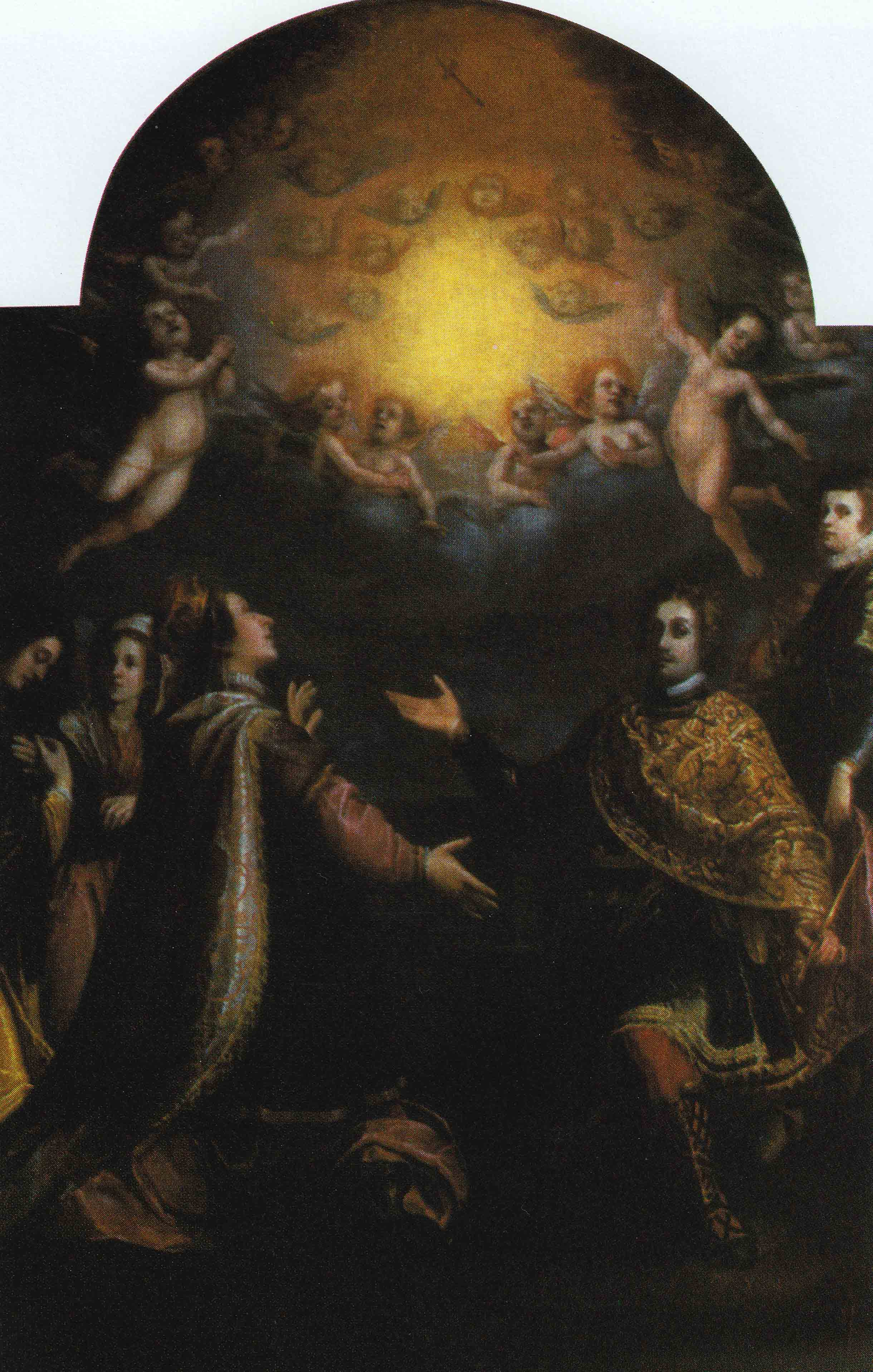
Triumpf des Heiligen Kreuzes, Giovan Battista Montini

Die sogenannte Lucardesi-Kapelle wurde im Jahr 1612 von dieser Familie erbaut. Sie zeichnet sich durch ihren imposanten Marmoraltar und ihren neoklassizistischen Stil aus. Auf dem Altar befindet sich eine Darstellung der Madonna mit Kind. Hierbei handelt es sich um ein freistehendes Fresko aus dem 15. Jahrhundert, das der Schule von Filippo Lippi zugeschrieben wird. Es wurde der Kirche von einer lokalen Familie gestiftet. In derselben Kapelle befindet sich auch ein Gemälde mit dem Titel Triumph des Kreuzes, das Giovan Battista Montini (1612) zugeschrieben wird und im Jahr 1796 an den Altar angepasst wurde.
Kopf des Kirchenschiffs
Es gibt ein Gemälde, das den Glauben darstellt. Es stammt von demselben Künstler wie das Bild der Nächstenliebe auf der gegenüberliegenden Seite.
Darunter befindet sich eine Tür, die zur Sakristei führt.

### Sakristei
In der Sakristei befinden sich mehrere bemerkenswerte Kunstwerke.
Das wichtigste ist das hölzerne Kruzifix, das der Werkstatt von Verrocchio zugeschrieben wird. Es zierte ursprünglich den Hauptaltar, wurde jedoch 1948 entfernt, um einem Werk von Baccio da Montelupo Platz zu machen. Ein weiteres interessantes Werk ist das Martyrium des Heiligen Petrus von Verona eines unbekannten Künstlers (Kopie von Tizian) aus der Kirche San Pier di Sopra.
Drittens ist in der Sakristei noch das Gemälde Der Hl. Abt Antonius besucht den Hl. Einsiedler Paulus zu sehen.